# لويس سيجورا
لويس سيجورا هو مغني دومينيكاني، ولد في 1969 في محافظة فالفيردي في جمهورية الدومينيكان.